# Fránquez
Fránquez es un barrio situado en el municipio de Morovis, Puerto Rico. Según el censo de 2020, tiene una población de 4045 habitantes.

## Geografía
La localidad está ubicada en las coordenadas 18°21′19″N 66°25′7″O / 18.35528, -66.41861. Según la Oficina del Censo, tiene una superficie de 11 km², correspondientes en su totalidad a tierra firme.

## Demografía
Según el censo de 2020, hay 4045 personas residiendo en la localidad. La densidad de población era de 367.7 hab./km². El 19.23% de los habitantes son blancos, el 3.41% son afroamericanos, el 0.57% son amerindios, el 0.02% es isleño del Pacífico, el 23.04% son de otras razas y el 52.48% son de una mezcla de razas. Del total de la población, el 99.63% son hispanos o latinos de cualquier raza.